# Foncine-le-Bas

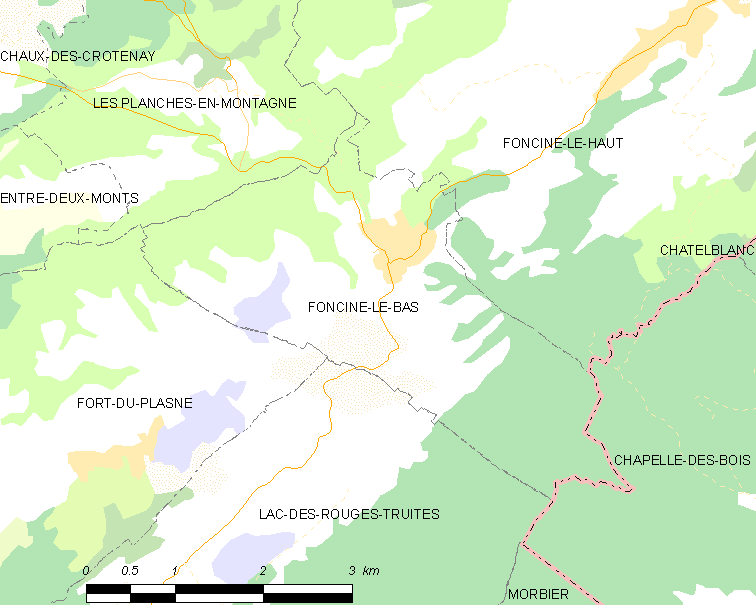

Foncine-le-Bas ist eine Gemeinde im französischen Département Jura in der Region Bourgogne-Franche-Comté.

## Geographie
Foncine-le-Bas liegt auf 794 m, etwa 15 Kilometer südöstlich der Stadt Champagnole (Luftlinie). Das Dorf erstreckt sich im Jura, in einem offenen Talbecken an der Saine, oberhalb der Gorges de Malvaux, nordöstlich des Hochplateaus von Grandvaux, am Nordwestfuß der Waldhöhen des Mont Noir.
Die Fläche des 9,29 km² großen Gemeindegebiets umfasst einen Abschnitt des französischen Juras. Der zentrale Teil des Gebietes wird vom Talbecken von Foncine-le-Bas (durchschnittlich auf 790 m) eingenommen, das in geologischer Hinsicht eine Synklinale des Faltenjuras bildet. Es wird von der Saine durchquert, die hier das Wasser von drei Seitenbächen aufnimmt, nämlich die Sainette und den Galaveau vom Mont Noir herkommend und den Abfluss vom Lac des Rouges Truites. Unterhalb des Dorfes durchbricht die Saine mit den tief in eine widerstandsfähige Kalksteinschicht eingeschnittenen Gorges de Malvaux den Geländekamm der Côte Bayard. Nach Westen reicht das Gemeindeareal auf die Hochfläche von Grandvaux. Hier befindet sich in einer Moorsenke der rund 3 ha große Lac à la Dame.
Im Südosten erstreckt sich der Gemeindeboden über eine rund 200 m hohe Geländestufe auf die dicht bewaldete Hochfläche des Mont Noir. Dieses unwegsame Gebiet ist geprägt durch parallel verlaufende Geländerippen und dazwischen liegende, oberirdisch abflusslose Mulden. Mit 1181 m wird hier die höchste Erhebung von Foncine-le-Bas erreicht. Charakteristisch für die Hochfläche sind die Karsterscheinungen, wie beispielsweise Karrenfelder und Dolinen. Das Gemeindegebiet ist Teil des Regionalen Naturparks Haut-Jura (frz.: Parc naturel régional du Haut-Jura).
Zu Foncine-le-Bas gehören neben dem eigentlichen Ort auch mehrere Weiler, Hofgruppen und Einzelhöfe, darunter:
- Les Fumey (885 m) auf der Hochfläche westlich des Dorfes
- Rapoutier (820 m) im Talbecken südlich des Dorfes

Nachbargemeinden von Foncine-le-Bas sind Les Planches-en-Montagne im Norden, Foncine-le-Haut im Osten, Chapelle-des-Bois und Lac-des-Rouges-Truites im Süden sowie Fort-du-Plasne im Westen.

## Geschichte
Der Ortsname Foncine entwickelte sich im Lauf der Jahrhunderte aus dem ursprünglichen fond de la Saine (Talgrund der Saine). Seit dem Mittelalter gehörte Foncine zur Herrschaft Château-Vilain. Zusammen mit der Franche-Comté gelangte das Dorf mit dem Frieden von Nimwegen 1678 an Frankreich. Im Jahr 1790 wurde Foncine-le-Bas nach der Aufteilung der Großgemeinde Foncine eine selbständige Gemeinde.

## Sehenswürdigkeiten

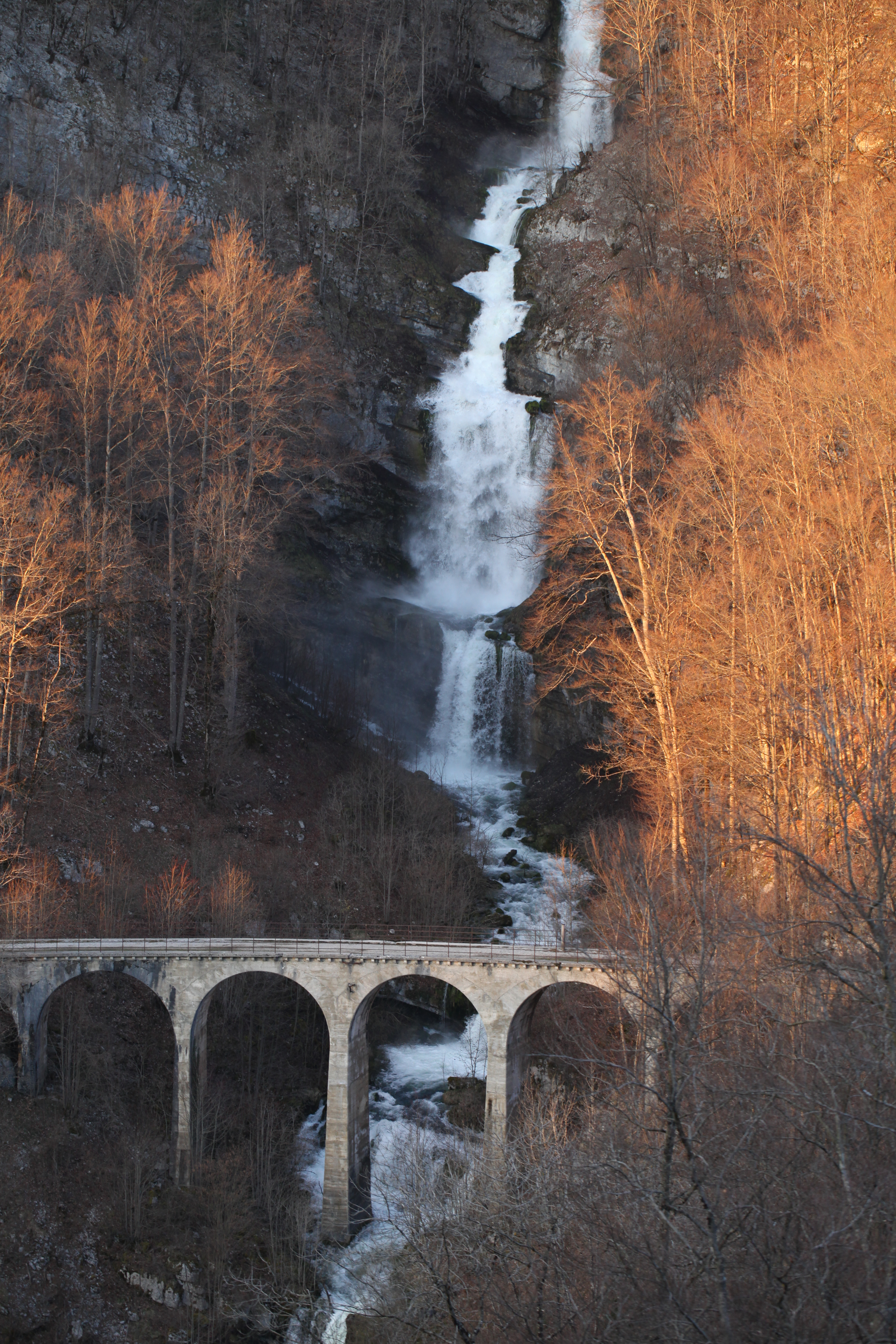
Wasserfall der Saine

Die Kirche von Foncine-le-Bas wurde ab 1604 an der Stelle einer früheren Kapelle errichtet und 1880 umgebaut. Zu den Natursehenswürdigkeiten zählen die Gorges de Malvaux mit den Wasserfällen der Saine.

## Bevölkerung
| Jahr                       | 1962 | 1968 | 1975 | 1982 | 1990 | 1999 | 2006 | 2017 |
| Einwohner                  | 236  | 232  | 229  | 191  | 175  | 182  | 220  | 192  |
| Quellen: Cassini und INSEE |      |      |      |      |      |      |      |      |

Mit 203 Einwohnern (Stand 1. Januar 2022) gehört Foncine-le-Bas zu den kleinen Gemeinden des Départements Jura. Nachdem die Einwohnerzahl in der ersten Hälfte des 20. Jahrhunderts markant abgenommen hatte (1906 wurden noch 564 Personen gezählt), wurde in den letzten zwei Jahrzehnten eine Stabilisierung und sogar wieder eine leichte Zunahme erreicht.

## Wirtschaft und Infrastruktur
Foncine-le-Bas war lange Zeit ein vorwiegend durch die Landwirtschaft, insbesondere Viehzucht und Milchwirtschaft, sowie durch die Forstwirtschaft geprägtes Dorf. Entlang der Saine siedelten sich schon im 16. Jahrhundert Betriebe an, die von der Wasserkraft abhängig waren, beispielsweise Mühlen, Sägereien und Gerbereien. Im Lauf der Zeit wurden diese Betriebe ergänzt durch eine Gipsmühle, Käsereien, Schmieden, Uhrenwerkstätten und eine Diamantschleiferei. Im 20. Jahrhundert waren eine Spielzeugfabrik und mehrere Betriebe der Brillenherstellung von Bedeutung. Heute gibt es einige Betriebe des lokalen Kleingewerbes. Viele Erwerbstätige sind auch Wegpendler, die in den größeren Ortschaften der Umgebung ihrer Arbeit nachgehen.
Die Ortschaft liegt abseits der größeren Durchgangsstraßen an der Hauptstraße D437, die von Saint-Laurent-en-Grandvaux nach Pontarlier führt. Weitere Straßenverbindungen bestehen mit Les Planches-en-Montagne und Fort-du-Plasne. Der Betrieb einer elektrischen Trambahn, welche Foncine-le-Bas mit Champagnole verband, wurde 1950 eingestellt und durch eine Buslinie ersetzt.